# استان نر سینتی
استان نُر سینتی (به اسپانیایی: Provincia de Nor Cinti) یکی از استان‌های بولیوی در بولیوی است که در شهرستان چوکیساکا واقع شده‌است.